# Daunabotys bipunctalis
Daunabotys bipunctalis là một loài bướm đêm trong họ Crambidae.